# Alopecosa pulverulenta
Alopecosa pulverulenta es una especie de araña araneomorfa del género Alopecosa, familia Lycosidae. Fue descrita científicamente por Clerck en 1757.
Habita en Europa, Turquía, Cáucaso, Rusia (Europa al Lejano Oriente), Kazajistán, Irán, China, Corea y Japón.